# 石工事業
石工事業（いしこうじぎょう）とは、石材（石材に類似のコンクリートブロック及び擬石を含む。）の加工又は積方により工作物を築造し、又は工作物に石材を取付ける工事を業とする建設業。

## 概要
工事の例示としては、 石積み（張り）工事、コンクリートブロック積み（張り）工事がある。
『とび・土工・コンクリート工事』における「コンクリートブロック据付け工事」並びに『石工事』及び『タイル・れんが・ブロツク工事』における「コンクリートブロック積み（張り）工事」間の区分の考え方は以下のとおりである。根固めブロック、消波ブロックの据付け等土木工事において規模の大きいコンクリートブロックの据付けを行う工事、プレキャストコンクリートの柱、梁等の部材の設置工事等が『とび・土工・コンクリート工事』における「コンクリートブロック据付け工事」である。建築物の内外装として擬石等をはり付ける工事や法面処理、又は擁壁としてコンクリートブロックを積み、又ははり付ける工事等が『石工事』における「コンクリートブロック積み（張り）工事」である。コンクリートブロックにより建築物を建設する工事等が『タイル・れんが・ブロツク工事』における「コンクリートブロック積み（張り）工事」であり、エクステリア工事としてこれを行う場合を含む。